# Chapelle Saint-Blaise de Bollène
La chapelle Saint-Blaise, dite chapelle de Bauzon, est une chapelle romane située près du hameau Saint Blaise de Bollène dans le département français de Vaucluse et la région Provence-Alpes-Côte d'Azur.

## Histoire
Construite au XIIe siècle sur un ancien site de culte, la chapelle de Bauzon est située au sommet d'une colline qui domine le hameau de Saint Blaise, dépendance de Bollène. 
De style roman, il s'agit de l'une des rares chapelles fortifiées de la région. Elle comportait une enceinte mais il ne reste, de nos jours, que quelques traces de ces murs clos et une entrée atypique.
Elle fait l'objet d'un classement au titre des monuments historiques depuis le 10 novembre 1964.